# الشعر الدائري
الشعر الدائري هو رقعة من نمو الشعر في اتجاه دائري حول نقطة مركزية مرئية تحدث زخارف الشعر في معظم الحيوانات المشعرة، على الجسم وكذلك على الرأس. يمكن أن تكون الجدلات الشعرية، المعروفة أيضًا باسم التيجان، الدوامات، إما في اتجاه عقارب الساعة أو عكس اتجاه عقارب الساعة اثناء النمو.

## في نظريات البشر
جدلات الشعر في الرأس قد دُرست من قبل بعض علماء السلوك، معظم الناس لديهم فروة مجدلة الشعر بإتجاه عقارب الساعة، الجدلات الجدارية تصنف على انها فروة طبيعية، الأنماط قد تكون جدلة وحيدة أو جدلة مزدوجة، حالات الجدلات الجدارية الثلاثية هي أقل شيوعا ولكنها لا تشير بالضرورة إلى وجود خلل.[بحاجة لمصدر]
أجرى عمار ج. س. كلار بحثًا لمعرفة ما إذا كان هناك ارتباط وراثي بين توجيه اليد وتوجيه الشعر. ووجد أن 8.4٪ من الأشخاص الذين يستخدمون اليد اليمنى و 45٪ من الأشخاص الذين يستخدمون اليد اليسرى لديهم زخارف شعر عكس عقارب الساعة. اقترح بحثه أن جينًا واحدًا قد يتحكم في كل من التوجيه اليدوي والاتجاه المعكوس للشعر. .
ومع ذلك، فقد تم التشكيك في منهجية أبحاث كلار في هذه الدراسات وغيرها
هناك نتيجة أخرى تتعلق بتسليم بنسل التوائم أحادية الزيجوت تقترح بأن الأشخاص الذين يستخدمون اليد اليسرى هم بإستثناء جين واحد عن الأفراد الذين يستخدمون اليد اليمنى. تقترح هذه النتائج معًا أن جينًا واحدًا يتحكم في استخدام اليد اليسرى، وجدلات الشعر، وعدم توافق التوائم، وأن الأشكال العصبية والحشوية (الأعضاء الداخلية) لعدم التماثل الثنائي مشفرة بمجموعات منفصلة من المسارات الجينية.

## النظريات السلوكية الحيوانية

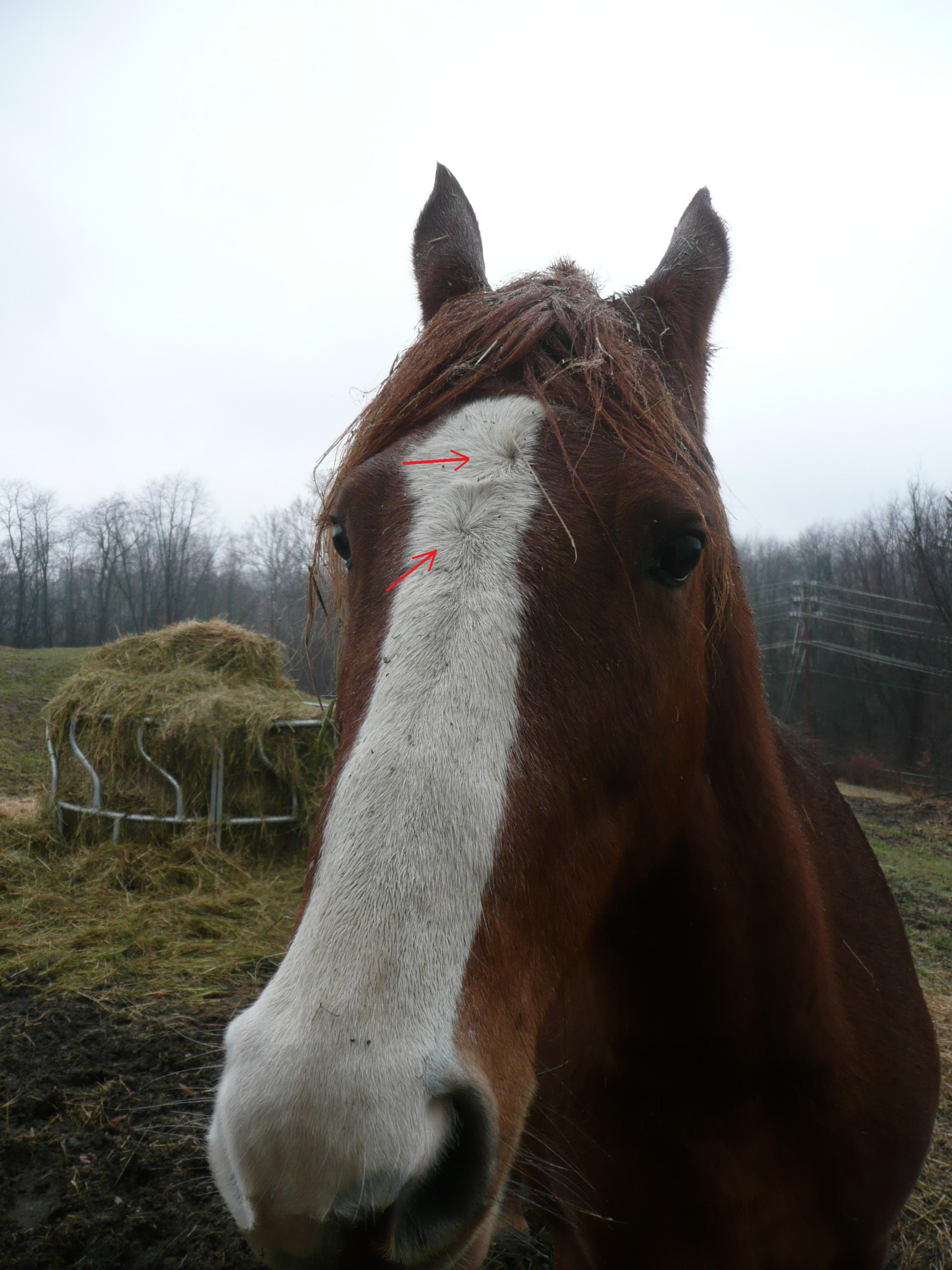
هذا الحصان هو مثال على جدلة الشعر العمودية.

هناك العديد من النظريات (التي غالباً ما تكون ملفقة) فيما يتعلق بسلوك الخيل وجدلات الشعر الخاصة بهم.
وقد اقترحت إحدى الأوراق البحثية أنه يمكن استخدام جدلات الشعر غير الطبيعية لتقييم احتمال السلوك القلق أو المضطرب أو الحساسية البالغة لدى الماشية في المزاد العلني. .